# Zdeněk Otava

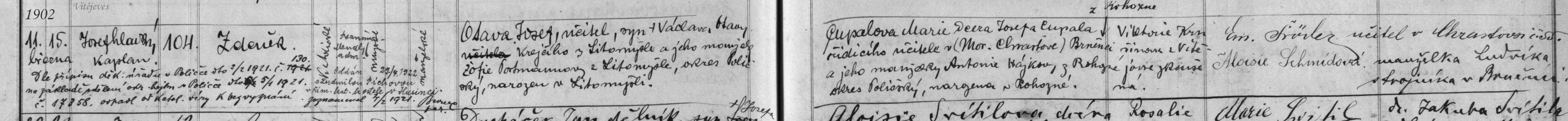
matriční zápis o narození a křtu Zdeňka Otavy (matrika N 1881-1908 farnost Bělá nad Svitavu (SOA Zámrsk))

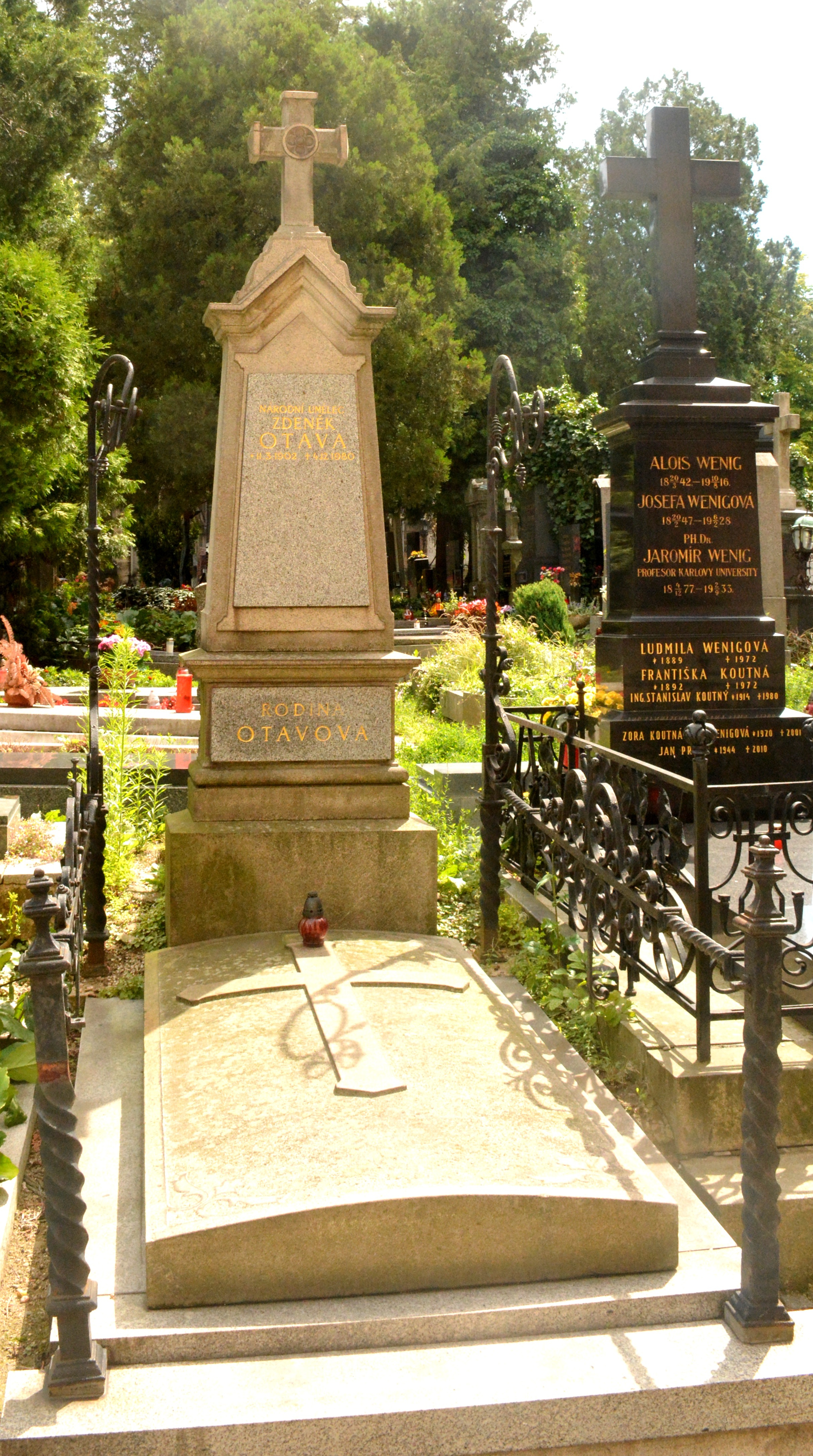
Hrob na Vyšehradském hřbitově v Praze

Zdeněk Otava (11. března 1902, Vítějeves – 4. prosince 1980, Praha) byl český operní pěvec (baryton), profesor sólového zpěvu na Akademii múzických umění. Jeho manželkou byla zpěvačka Marie Zajíčková.

## Biografie
Pocházel z učitelské rodiny, kde získal základy hudební výchovy. Od roku 1911 studoval v Brně na nižším gymnáziu. V době studií byl členem scholy v augustiniánském klášteře pod vedením Leoše Janáčka a M. Koblížka . V letech 1916 až 1920 studoval na učitelském ústavu v Poličce. V období 1920 – 1921 učil na obecné škole v Husinci, další dva roky v Jincích–Čeňkově. Zpěv studoval u J. Masopusta a hru na klavír a housle soukromě u Bohuslava Martinů. Učiteli zpěvu mu byli C. Emerich, Bohumil Benoni, později E. Piccoli v Miláně a R. Stracciari v Římě.
V sezóně 1925/1926 byl sólistou opery Slovenského národního divadla v Bratislavě. V letech 1926 až 1929 získal angažmá ve Státním divadle v Brně. Členem souboru opery pražského Národního divadla byl od května 1929 do prosince 1972, kdy odešel do důchodu.
Mezitím v letech 1941 až 1953 učil zpěv na pražské konzervatoři. Od roku 1952 byl externím pedagogem na Hudební akademii múzických umění, od roku 1956 až do roku 1973 zde byl řádným pedagogem, přičemž v roce 1959 zde byl jmenován profesorem . Spolupracoval rovněž s Československým rozhlasem a nahrál řadu gramofonových snímků.
Je pohřben na pražském Vyšehradském hřbitově.

## Ocenění
- 1953 titul zasloužilý umělec
- 1958 titul národní umělec